# Российский научно-исследовательский нейрохирургический институт имени профессора А. Л. Поленова
Российский научно-исследовательский нейрохирургический институт имени профессора А. Л. Поленова — государственное учреждение здравоохранения Санкт-Петербурга. Медицинское учреждение нейрохирургического профиля.

## История НИИ
История НИИ начинается с трудов таких врачей как А. Г. Молотков и С. П. Фёдорова. К созданию больницы привели труды выдающегося врача Владимира Бехтерева и его ученика Л. М. Пуссеп, которому и принадлежит идея создания первой нейрохирургической больницы. В мае 1926 г. Ленинградским губернским отделом здравоохранения был открыт научно-практический Институт хирургической невропатологии.
НИИ расположился в здании бывшей Александринской женской больницы. Здание больницы по Надеждинской улице (ныне улица Маяковского), 12 было построено в 1845—1848 годах по проекту архитектора А. П. Брюллова.
В 1935 году была создана первая кафедра по изучению нейрохирургии, основанная профессором А. Л. Поленовым, в честь которого в 1967 году был назван институт.
В 1938 году институт был реорганизован в Ленинградский научно-исследовательский нейрохирургический институт.
В 1937—1939 гг. здание НИИ было реконструировано — надстроено и расширено (арх. Я. М. Коварский, Г. П. Любарский). 25 октября 1954 г. состоялось торжественное открытие памятника — бронзового бюста А. Л. Поленова у входа в главное здание института (скульптор Н. В. Дыдыкин, арх. Ю. Н. Смирнов).
В настоящее время комплекс Александринской больницы (главное здание, палисадник и ограда) внесен в Единый государственный реестр объектов культурного наследия (памятников истории и культуры) народов Российской Федерации в качестве объекта культурного наследия регионального значения. Бюст А. П. Поленова является объектом культурного наследия федерального значения.
Входит в состав НМИЦ им. В. А. Алмазова.

## Отделения
- Нейрохирургии — четыре отделения
- Отделение анестезиологии и реанимации
- Отделение восстановительной медицины и физиотерапии
- Диагностические отделения
- Консультативно-поликлиническое отделение